# Butove, Zaricine
Butove (în ucraineană Бутове) este un sat în comuna Vîcivka din raionul Zaricine, regiunea Rivne, Ucraina.

## Demografie
Componența lingvistică a localității Butove
     Ucraineană (98,67%)
     Alte limbi (1,33%)
Conform recensământului din 2001, majoritatea populației localității Butove era vorbitoare de ucraineană (98,67%), existând în minoritate și vorbitori de alte limbi.